# Кангчендзьонга
Кангчендзьонга (или Канченджунга, Кинчинджунга, Канченджанга) е третият по височина връх на Земята (след Еверест и К2). Намира се в планината Хималаи, на границата между Сиким, Индия и Непал и е най-източно разположеният осемхилядник.
В превод името „Кангчендзьонга“ означава „Петте съкровищници на великия сняг“. Представлява планински масив, който се състои от пет върха, най-високият от които достига височина от 8586 m над морското равнище, а общо четири от петте са с височина над 8000 m: Южна Канчендзьонга – 8491 m. Средна Канчендзьонга – 8478 m и връх Ялунг Канг – 8505 m. Петият връх – връх Кангбачен, се намира в западния край на масива и е висок 7902 m.
Кангчендзьонга е свещен за жителите на Сиким и съществува неофициално правило изкачващите го алпинисти да не стъпват на самия върхов купол. Първото изкачване е осъществено на 25 май 1955 г. от британската алпийска свръзка Джордж Бенд и Джо Браун. В Непал съществува легенда, че Кангчендзьонга се обитава от богиня, която не позволява на жени да се изкачат на върха. Единствената жена, изкачила върха, е британката Джинет Харисън, която половин година по-късно загива при опит за изкачване на Дхаулагири.
За България за пръв път е изкачен от българския алпинист и зоолог от Националния природонаучен музей Боян Петров на 20 май 2014 г. Преди това са правени неуспешни опити, като през 1994 г. под него загива българската алпинистка Йорданка Димитрова.